# Poste restante (album Katarzyny Groniec)
Poste restante – druga solowa płyta Katarzyny Groniec. Produkcją muzyczną, tekstami zajął się tym razem Krzysztof Herdzin. Płyta składa się z trzech części. Pierwsza z nich to piosenki kabaretowe i filmowe z lat 30. XX wieku, z repertuaru m.in. Édith Piaf i Marleny Dietrich. Część druga to utwory premierowe – sześć piosenek o miłości – melancholijnych, choć utrzymanych w jasnym, pastelowym klimacie. W części trzeciej znajdują się trzy utwory Astora Piazzolli w przekładzie Marcina Sosnowskiego. Całość zamyka romans Aleksandra Wertyńskiego ze słowami Jonasza Kofty. Motywem przewodnim i inspiracją dla płyty jest piosenka z repertuaru Ewy Demarczyk pt: "Jaki śmieszny jesteś pod oknem".

## Lista utworów
1. Jaki śmieszny jesteś...
2. Libertango
3. Już nic
4. To Tango jest
5. Jaki śmieszny jesteś...
6. Bez księżyca
7. Poste restante
8. Czasem...
9. Samotni nie chodzą do kina
10. Bylebym tylko...
11. Wiersz księżycowy
12. Jaki śmieszny jesteś...
13. Sexapeal
14. Psotna Lola
15. Jej rejon to był plac Pigalle
16. Jaki śmieszny jesteś...
17. Już tylko się znamy

## Single
- Bez księżyca
- Libertango

## Sprzedaż
| OLiS – Poste Restante |    |    |    |    |    |    |    |    |    |    |    |    |
| Tydzień               | 01 | 02 | 03 | 04 | 05 | 06 | 07 | 08 | 09 | 10 | 11 | 12 |
| Pozycja               | 35 | 6  | 12 | 11 | 12 | 21 | 24 | 21 | 29 |    |    |    |
| 35                    |    |    |    |    |    |    |    |    |    |    |    |    |